# Сидоренков, Генрих Иванович
Генрих Иванович Сидоренков (11 августа 1931, Смоленская область — 5 января 1990, Москва) — советский хоккеист. Заслуженный мастер спорта СССР (1956). Награждён медалями «За трудовую доблесть» и «За трудовое отличие».

## Образование
В 1964 году окончил военный факультет при Государственном дважды орденоносном институте физической культуры имени П. Ф. Лесгафта.

## Биография
Начинал играть в хоккей в военные годы 40-х на стадионе Юных Пионеров. Хоккейная команда СЮПа выступала на первенство Москвы, где его и приметили мастера из «Крылышек».
Позже выступал за ЦСКА, из которого попал в сборную СССР.
Карьера Сидоренкова пошла на спад с весны 1962 года, когда чемпионом СССР несколько неожиданно стал «Спартак». Армейцы после четырёхлетнего пребывания на первом месте финишировали третьими (на церемониале закрытия сезона их вывел на вручение медалей Сидоренков, надевший тогда капитанскую повязку вместо Сологубова, расстроившегося из-за неудачного финиша команды).
В ответ на успех «Спартака» Анатолий Тарасов в межсезонье объявил спецпризыв в ЦСКА. В итоге он принял к себе в команду шесть игроков, каждый из которых был до того сильнейшим в своем клубе. Из-за этого пополнения попали под увольнение из ЦСКА хоккеисты, близкие к 30-летнему возрасту или перешедшие этот рубеж, как Сидоренков. В итоге Сидоренкова перевели по службе в Ленинградский военный округ.
С переводом в ЛВО для Сидоренкова, как и для Пучкова, тоже оказавшегося в Ленинграде, дверь в сборную СССР захлопнулась. И не только потому, что они попали в СКА (Ленинград), но и потому, что одним из тренеров сборной СССР осенью 1962 года стал Тарасов и на десятилетие пропуском в эту команду стала принадлежность к ЦСКА и в меньшей степени — к московскому «Динамо».
Сидоренков провел 2 сезона в СКА (Ленинград), потом столько же в ещё более слабой команде СКА (Калинин). В последнем клубе партнерами были Николай Сологубов, Леонид Волков, Юрий Овчуков, Игорь Деконский, Владимир Брунов.
Дома оставалась неработающая жена, больной сын (он умер в 1973, в 20-летнем возрасте), малолетняя дочь (1965 г.р.).
По совету друзей стал работать гравером на Ваганьковском кладбище, позже стал бригадиром землекопов.

## Карьера
- 1949—1951 — «Крылья Советов»
- 1951—1962 — ЦСКА (ЦДКА, ЦДСА, ЦСК МО)
- 1962—1964 — СКА (Ленинград)
- 1964—1966 — СКА (Калинин)

Был тренером «Труда» (Загорск) и «Горняка» (Рудный).

## Достижения
- Чемпион ЗОИ 1956. Третий призёр ЗОИ 1960. На ЗОИ — 13 матчей, 1 гол.
- Чемпион мира 1954 и 1956. Второй призёр ЧМ 1957—1959. Третий призёр ЧМ 1960 и 1961. На ЧМ — 30 матчей, 6 шайб. На чемпионате мира 1954 года Сидоренков — самый младший из игроков.
- Чемпион СССР 1955, 1956 и 1958—1961. Второй призёр чемпионата СССР 1952—1954 и 1957. Третий призёр 1950, 1951 и 1962. В чемпионатах СССР — около 300 матчей, забросил 37 шайб.
- Обладатель Кубка СССР 1954—1956 и 1961. Финалист розыгрыша Кубка СССР 1953.

## Память
Физкультурно-оздоровительный комплекс в Хиславичах носит имя Г. И. Сидоренкова.